# Samtgemeinde Hage
La comunità amministrativa di Hage (Samtgemeinde Hage) si trova nel circondario di Aurich nella Bassa Sassonia, in Germania.

## Suddivisione
Comprende 5 comuni:
1. Berumbur
2. Hage (comune mercato)
3. Hagermarsch
4. Halbemond
5. Lütetsburg

Il capoluogo è Hage.